# وارطان آوانسیان
وارطان آوانسیان (به ارمنی: Վարդան Ավանեսյան؛ زادهٔ مرداد ۱۳۲۳) تهیه‌کننده موسیقی و هنرپیشه ایرانی ارمنی‌تبار است که از سال ۱۹۸۲ با تأسیس شرکت ترانه، فعالیت خود را در لس‌آنجلس، کالیفرنیا آغاز نمود.

## زندگی
وارطان آوانسیان در مردادماه ۱۳۲۳ در قزوین به‌دنیا آمد و در تهران بزرگ شد. در سال ۱۹۷۹ در بحبوحهٔ انقلاب ۱۳۵۷ به ایالات متحده آمریکا سفر کرد، اما طولی نکشید که به ایران بازگشت و مجدداً در فضای ملتهب ۱۹۸۰ بار دیگر به ایالات متحده سفر کرد و همزمان با لغو ویزای ایرانیان در دوران ریاست جمهوری جیمی کارتر، مجبور به ماندن شد. او در سال ۱۹۸۲ شرکت ترانه رکوردز را با مشارکت جهانگیر طبریائی تأسیس نمود.
آوانسیان در مقام بازیگری قبل از انقلاب، فیلم الماس ۳۳ و بعد از انقلاب نیز، بازی در فیلم دستمزد را در کارنامهٔ خود دارد.